# Appenwihr
Appenwihr település Franciaországban, Haut-Rhin megyében. Lakosainak száma 585 fő (2022. január 1.). Appenwihr Logelheim, Sundhoffen, Wolfgantzen és Hettenschlag községekkel határos.

## Népesség
A település népességének változása:
| Lakosok száma | 610  | 582  | 578  | 579  | 585  | 578  | 580  | 583  | 585  |
|               | 2013 | 2015 | 2016 | 2017 | 2018 | 2019 | 2020 | 2021 | 2022 |